# Fernandocrambus chilianellus
Fernandocrambus chilianellus là một loài bướm đêm trong họ Crambidae.